# Chatham (Nou Hampshire)
Chatham és una població dels Estats Units a l'estat de Nou Hampshire. Segons el cens del 2000 tenia 260 habitants.

## Demografia
Segons el cens del 2000, Chatham tenia 260 habitants, 107 habitatges, i 71 famílies. La densitat de població era d'1,8 habitants per km².
Dels 107 habitatges en un 29% hi vivien nens de menys de 18 anys, en un 57% hi vivien parelles casades, en un 5,6% dones solteres, i en un 33,6% no eren unitats familiars. En el 27,1% dels habitatges hi vivien persones soles el 8,4% de les quals corresponia a persones de 65 anys o més que vivien soles. El nombre mitjà de persones vivint en cada habitatge era de 2,43 i el nombre mitjà de persones que vivien en cada família era de 2,94.
Per edats la població es repartia de la següent manera: un 24,6% tenia menys de 18 anys, un 4,2% entre 18 i 24, un 30% entre 25 i 44, un 30,4% de 45 a 60 i un 10,8% 65 anys o més.
L'edat mediana era de 41 anys. Per cada 100 dones de 18 o més anys hi havia 106,3 homes.
La renda mediana per habitatge era de 37.188$ i la renda mediana per família de 40.156$. Els homes tenien una renda mediana de 22.188$ mentre que les dones 20.313$. La renda per capita de la població era de 15.317$. Entorn del 13,3% de les famílies i el 15,4% de la població estaven per davall del llindar de pobresa.